# Acta de Unión entre Dinamarca e Islandia

Islandia en 1910, mapa elaborado por el geógrafo Þorvaldur Thoroddsen.

El Acta de Unión entre Dinamarca e Islandia es un acuerdo firmado por Islandia y Dinamarca el 1 de diciembre de 1918.

## Contenido
El Acta mediante el cual se reconoce a Islandia como un Estado completamente soberano, el Reino de Islandia, vinculado a Dinamarca mediante una unión personal con el rey de Dinamarca. Islandia creó su propia bandera, declaró su neutralidad y le pidió a Dinamarca que representara sus relaciones exteriores y se encargara de su defensa. Se estipuló que el acta habría de revisarse en 1940 y podría ser revocada tres años más tarde de no alcanzarse un acuerdo.

## Independencia de Islandia
El 17 de junio de 1944, durante la Ocupación de Dinamarca por la Alemania nazi, estando por su parte ocupada por el Ejército de Estados Unidos, Islandia cortó los lazos políticos con el rey danés y se autoproclamó en el Thingvellir como una república. Su primer presidente fue Sveinn Björnsson.